# Algeldraat
Algeldraat (gehydrateerd aluminiumoxide) is een zelfzorgmedicijn dat wordt gebruikt voor de behandeling van maagzuur en daarmee samenhangende klachten, zoals brandend maagzuur, zure oprispingen en maagpijn. Het behoort tot de groep van antacida, middelen die de pH in de maag verhogen door het neutraliseren van maagzuur.
Het wordt bijna altijd gecombineerd met magnesiumhydroxide, aangezien aluminiumoxide obstiperend werkt, en magnesiumhydroxide, eveneens een maagzuurremmer, juist laxerend. In combinatie heffen beide stoffen elkaars bijwerkingen op en versterken het gewenste effect.
In Nederland wordt deze combinatie zonder recept verkocht onder de merknamen Antagel, Maalox en Gastilox.

## Werking
Algeldraat/magnesiumhydroxide werkt door het neutraliseren van overtollig zoutzuur in de maag. Dit proces verhoogt de pH in de maag, waardoor irritatie van de maagwand en slokdarm wordt verminderd. Hierdoor nemen klachten zoals brandend maagzuur en zure oprispingen af.

## Toepassingen
Algeldraat wordt gebruikt voor de verlichting van symptomen die verband houden met een teveel aan maagzuur, zoals:
- Brandend maagzuur (pyrosis)
- Zure oprispingen
- Maagpijn
- Dyspepsie (indigestie)
- Gastritis (maagslijmvliesontsteking)
- Maagzweren en duodenumzweren (ter ondersteuning van de behandeling)

Het wordt ook wel gebruikt als onderdeel van de behandeling van gastro-oesofageale refluxziekte (GERD)

## Contra-indicaties en waarschuwingen
Algeldraat mag niet worden gebruikt door patiënten met:
- Ernstige nierinsufficiëntie
- Een bekende overgevoeligheid voor aluminium- of magnesiumverbindingen

Voorzichtigheid is geboden bij patiënten met:
- Een verminderde nierfunctie
- Osteoporose (aluminium kan de opname van fosfaat verminderen, wat de botgezondheid kan beïnvloeden)
- Zwangerschap en borstvoeding (gebruik alleen na overleg met een arts)

## Interacties met andere geneesmiddelen
Algeldraat kan de opname van andere geneesmiddelen verminderen, zoals:
- Antibiotica (bijvoorbeeld tetracyclines en chinolonen)
- IJzersupplementen
- Schildklierhormonen
- Bisfosfonaten (gebruikt bij osteoporose)